# Cas Frares
Cas Frares és una possessió situada a la marina de Llucmajor, al migjorn de Mallorca.
El segle xv la finca era anomenada es Canyar. El 1484 pagava un cens anual de 130 lliures al monestir de la Cartoixa de Valldemossa per la festivitat de Sant Miquel Arcàngel. El 1519 el cavaller Berenguer de Galiana establí la possessió al prior de Cartoixa, Miquel Oliver. El 1534, el pare Miquel Vicens, com a procurador dels cartoixans, establí la finca a perpètua emfiteusi a Miquel Salvà i a la seva muller Damiana Socies de Llucmajor. El 1578 es documenta com a Casa dels Frares. En el cadastre de 1702, pertanyia a Antelm Salvà. El 1777 s'autoritzà l'oratori de les cases. A mitjan segle XX era dels Taverner Salvà. L'any 1995 era propietat de Francesca Taberner Sagristà i tenia 500 quarterades.

## Les cases
Les cases de la possessió se situen a la carretera de sa Torre. La façana té dues plantes d'alçat, amb portal forà d'arc rodó adovellat, més ample als brancals, per a permetre el pas del carro o del tractor. A l'esquerra, una escala exterior puja a un portalet del primer pis; aquest pis mostra també tres finestres amb ampit. A la dreta hi ha una porxada rústica, a l'interior del qual hi ha una premsa de vi.
El portal forà comunica amb el vestíbul, emmacat. A la dreta del vestíbul hi ha la capella, amb coberta d'un tram de volta d'aresta; presideix l'oratori una pintura del Sant Crist del Miracle, la imatge original del qual es troba a l'església de Santa Eulàlia de Palma; el llenç mostra la inscripció del miracle que li dona nom, quan el Crist parlà a un capellà perquè absolgués un pecador penedit: "Mira lo que em costa. Absol-lo".
El vestíbul deixa pas a la clastra, quadrangular i emmarcada, amb el caminoi de bísties marcat. A la dreta hi ha la façana principal dels habitatges, amb dues plantes d'alçat. La casa dels amos ocupa la planta baixa i la dels senyors el primer pis. El portal és d'arc rodó i, al primer pis, hi ha un balcó a l'esquerra i una finestra balconera a la dreta; també hi notam un rellotge de sol amb la data de 1825. L'interior presenta una gran sala rectangular amb tres trams de volta d'aresta, la primera de les quals mostra l'escrit "Die 15 abril 1774". A l'esquerra, un portalet de llinda comunica amb el molí de sang, que mostra la data de 1811. Al fons de la clastra, hi ha restes de les cases més antigues, anomenades es Canyar, que conserven un portal amb la creu de l'orde dels Trinitaris.

## Jaciments arqueològics
La possessió de Cas Frares compta amb diversos jaciments arqueològics no excavats, entre els quals destaquen un poblat prehistòric murat (Poblat murat de Cas Frares) i un talaiot aïllat de l'anterior jaciment, però que en formava part (Talaia des Puput).